# 西東清明
西東 清明（さいとう きよあき、1941年3月13日 - 2022年7月18日）は、日本映画の編集技師。石川県出身。

## 経歴
1960年に東映東京撮影所に入社。2022年7月18日、多臓器不全のため、埼玉県所沢市内の病院にて深夜0時0分に死去。
。

## 代表作
- 1980年　-　「二百三高地」
- 1981年　-　「ダンプ渡り鳥」、「野菊の墓」
- 1982年　-　「大日本帝国」、「汚れた英雄」
- 1983年　-　「唐獅子株式会社」、「日本海大海戦 海ゆかば」、「ヘッドフォン・ララバイ」
- 1984年　-　「麻雀放浪記」、「天国の駅 HEAVEN STATION」、「Wの悲劇」
- 1985年　-　「早春物語」
- 1986年　-　「めぞん一刻」
- 1987年　-　「ドン松五郎の大冒険」、「ちょうちん」
- 1988年　-　「花のあすか組!」、「ラブ・ストーリーを君に」、「極道渡世の素敵な面々」、「疵」
- 1989年　-　「公園通りの猫たち」、「桜の樹の下で」
- 1992年　-　「赤と黒の熱情」、「天国の大罪」
- 1993年　-　「極東黒社会」、「修羅場の人間学」
- 1995年　-　「大失恋。」、「きけ、わだつみの声 Last Friends」
- 1996年　-　「霧の子午線」、「あぶない刑事リターンズ」
- 1998年　-　「D坂の殺人事件」
- 1999年　-　「鉄道員」
- 2001年　-　「ホタル」
- 2004年　-　「草の乱」